# エルデイ・フェレンツ賞

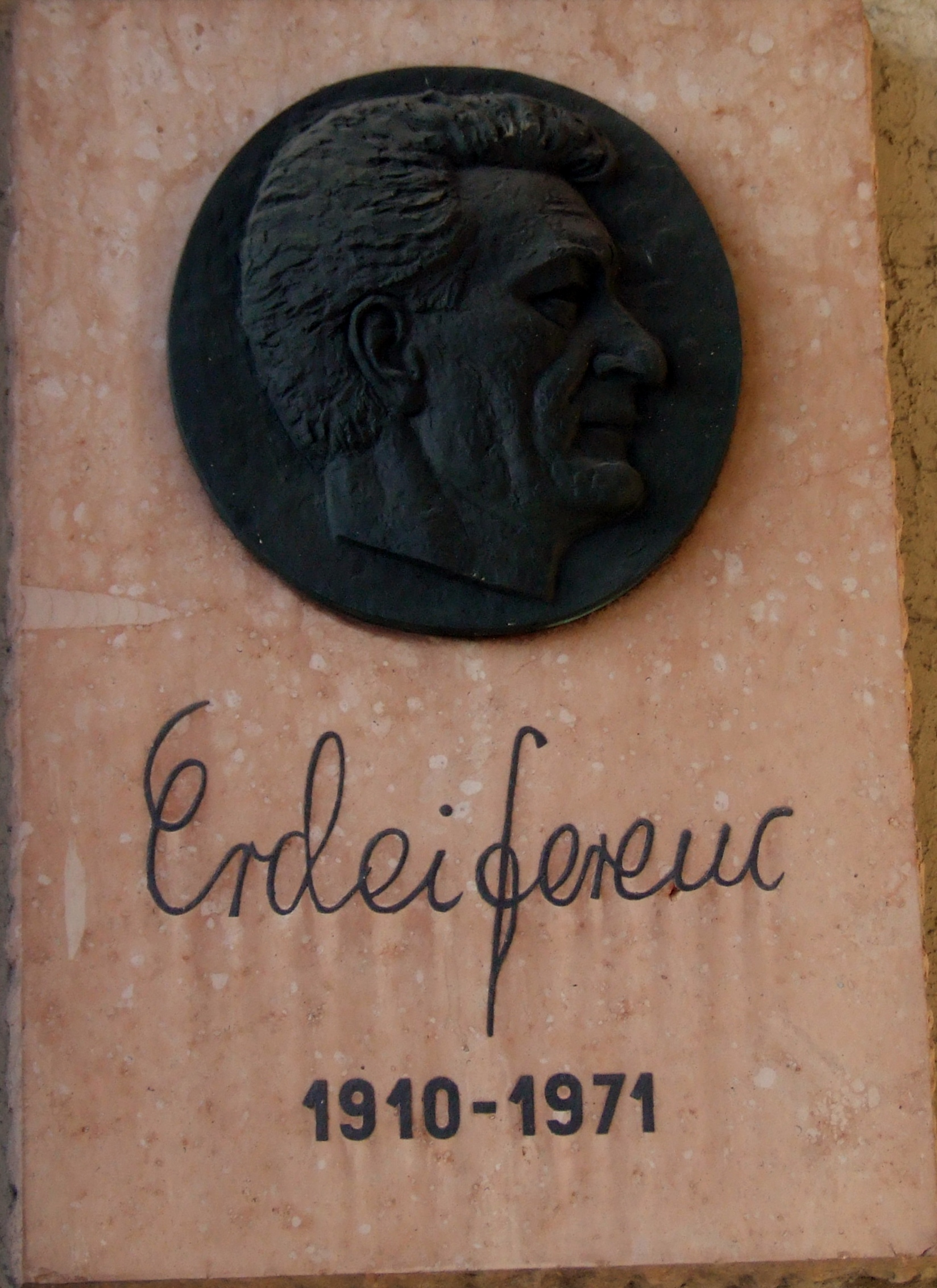
エルデイ・フェレンツのレリーフ。ブダペストのコシュート広場

エルデイ・フェレンツ賞（洪: Erdei Ferenc-díj。または単にエルデイ賞 Erdei-díj、またはエルデイ記念賞Erdei-emlékdíj）はハンガリー社会学会（Magyar Szociológiai Társaság 、略称MSZT）によって1980年に設立された、若い社会学者を対象とする賞。社会学者エルデイ・フェレンツを記念して設けられた。エルデイ・フィレンツ賞は誤り。

## 歴史
この賞の設立は1979年に社会学者のサライ・シャーンドルによって提案された。これを受けてMSZTは、エルデイ・フェレンツの生誕70年を記念して1980年にセゲドで行われた学会で社会学者を対象とする賞を設立した。Szalaiはこの賞を若い社会学者、つまり35歳未満でそれほど裕福とは言えない、まだこれから、という社会学者を後援するものとしていた。賞金を伴うものとは見込まれていなかった。

## 賞
この賞は、毎年、MSZTの会員である社会学者を対象に最大3人まで与えられる。候補者は35歳未満（育児中または育児経験があれば40歳まで）とされる。候補者には最低でも本1冊またはそれに匹敵する量の著述が必要とされる。

## 受賞者
歴代の受賞者は以下の通り。
- 2019: hu:Czirfusz Márton
- 2018: hu:Gregor Anikó
- 2017: dr. habil hu:Bocsi Veronika[3]
- 2016: hu:Gagyi Ágnes
- 2015: hu:Kmetty Zoltán
- 2014: Kovács Klára
- 2013: hu:Sik Domonkos
- 2012:（なし）
- 2011: hu:Zombory Máté
- 2010: hu:Huszár Ákos
- 2009: hu:Szabari Vera
- 2008: hu:Csizmadia Zoltán
- 2007: Veres Valér
- 2006: Takács Károly
- 2005: hu:Vedres Balázs
- 2004: hu:Bartus Tamás
- 2003:	hu:Bukodi Erzsébet
- 2002: hu:Letenyei László
- 2001:	hu:Albert Fruzsina、hu:Dávid Bea
- 2000:	hu:Csite András、ジョルト・エニェディ
- 1999:（なし）
- 1998: チャバ・プロナイ、Fábián Zoltán
- 1997: hu:Nagy Beáta、Tóth István György
- 1996: hu:Krémer András、hu:Imre Anna
- 1995:（なし）
- 1994:（なし）
- 1993: hu:Csoba Judit、hu:Dessewffy Tibor、ペーテル・ティボル・ナジ、Szántó János
- 1992: Krémer Balázs、hu:Setényi János、オスカル・ゾルタン・シャント
- 1991: アンドラーシュ・ボゾキ、hu:Kelemen Gábor、ニイーレー・アンドラーシュ、hu:Szakadát László、hu:Szakadát István
- 1990: hu:Antal Z. László、hu:Szakolczai Árpád
- 1989: hu:Gyekiczky Tamás、hu:Kabai Imre Zoltán
- 1988: Rudas Tamás、マテ・ザボ (政治学者)
- 1987: hu:Fokasz Nikosz、Magyar Bálint、hu:Róbert Péter
- 1986:（なし）
- 1985: hu:Bokor Ágnes、Pokol Béla
- 1984: Bakonyi Péter、Tausz Katalin
- 1983: Füstös László
- 1982: hu:Mátyus Alíz、hu:Tamás Pál
- 1981: hu:Harcsa István
- 1980エルデイ・フェレンツ、hu:Majlát Jolán、Makói Erdei Múzeum、Csepeli György、hu:Vági Gábor